# Plataforma T tracción delantera (General Motors)
General Motors reutilizó la designación T-body (a veces denominada plataforma T80 para diferenciarla de la anterior), a partir de 1979 con el Opel Kadett D de tracción delantera y el Vauxhall Astra Mk I. Esto formaba parte de una estrategia global de GM para introducir una nueva arquitectura de tracción delantera para sus modelos subcompactos, que posteriormente se desarrollaría hasta convertirse en la plataforma J-body, que abarcaría el segmento de los compactos (vehículos de tamaño medio-bajo fuera de Norteamérica).
Esta versión de la T-body también se popularizó en todo el mundo, incluyendo Sudáfrica, donde la versión de tracción trasera no estaba disponible originalmente.
Otros nombres para la plataforma T de tracción delantera son GM2700 y GM3000, aplicados a los Opel Astra G y Zafira A y sus rebautizados.
La plataforma fue sustituida por la plataforma Delta de GM y precedida por la plataforma T de GM (tracción trasera).

## Lista de vehículos utilizados
- Australia
  - Holden Astra TR
  - Holden Astra TS
  - Holden Astra AH[2][3]
  - HSV VXR Turbo AH
  - Holden Zafira
- Canadá
  - Asüna GT hatchback
  - Asüna SE sedan
  - Passport Optima
  - Saturn Astra
- Alemania
  - Opel Kadett D
  - Opel Kadett E
  - Opel Astra F
  - Opel Astra G
  - Opel Astra H [2][3]
  - Opel Zafira A
  - Opel Zafira B
- Indonesia
  - Opel Kadett D
  - Opel Optima F
- Japón
  - Subaru Traviq (Opel Zafira A rebautizado)
- Latinoamérica
  - Chevrolet Zafira A
  - Chevrolet Zafira B (Chile y México)[2][3]
  - Chevrolet Astra F
  - Chevrolet Astra G
  - Chevrolet Astra H (Chile y México)[2][3]
  - Chevrolet Vectra/Vectra GT H (Brasil y Argentina)
  - Chevrolet Kadett/Ipanema
- Rusia
  - Chevrolet Viva
- Sudáfrica
  - Opel Kadett F
  - Opel Monza (No debe confundirse con el Opel Monza alemán)
- Corea del Sur
  - Daewoo Cielo
  - Daewoo LeMans
  - Daewoo Nexia
  - Daewoo Racer
  - Daewoo Lanos
- Tailandia
  - Opel Astra F
  - Chevrolet Zafira A
- Reino Unido
  - Vauxhall Astra Mk1, Mk2, Mk3, Mk4, y Mk5
  - Vauxhall Belmont
  - Vauxhall Zafira Mk1
  - Vauxhall Zafira Mk2
- Estados Unidos
  - Pontiac LeMans (también se vende en Nueva Zelanda)
  - Saturn Astra
- Uzbekistán
  - UzDaewoo Nexia

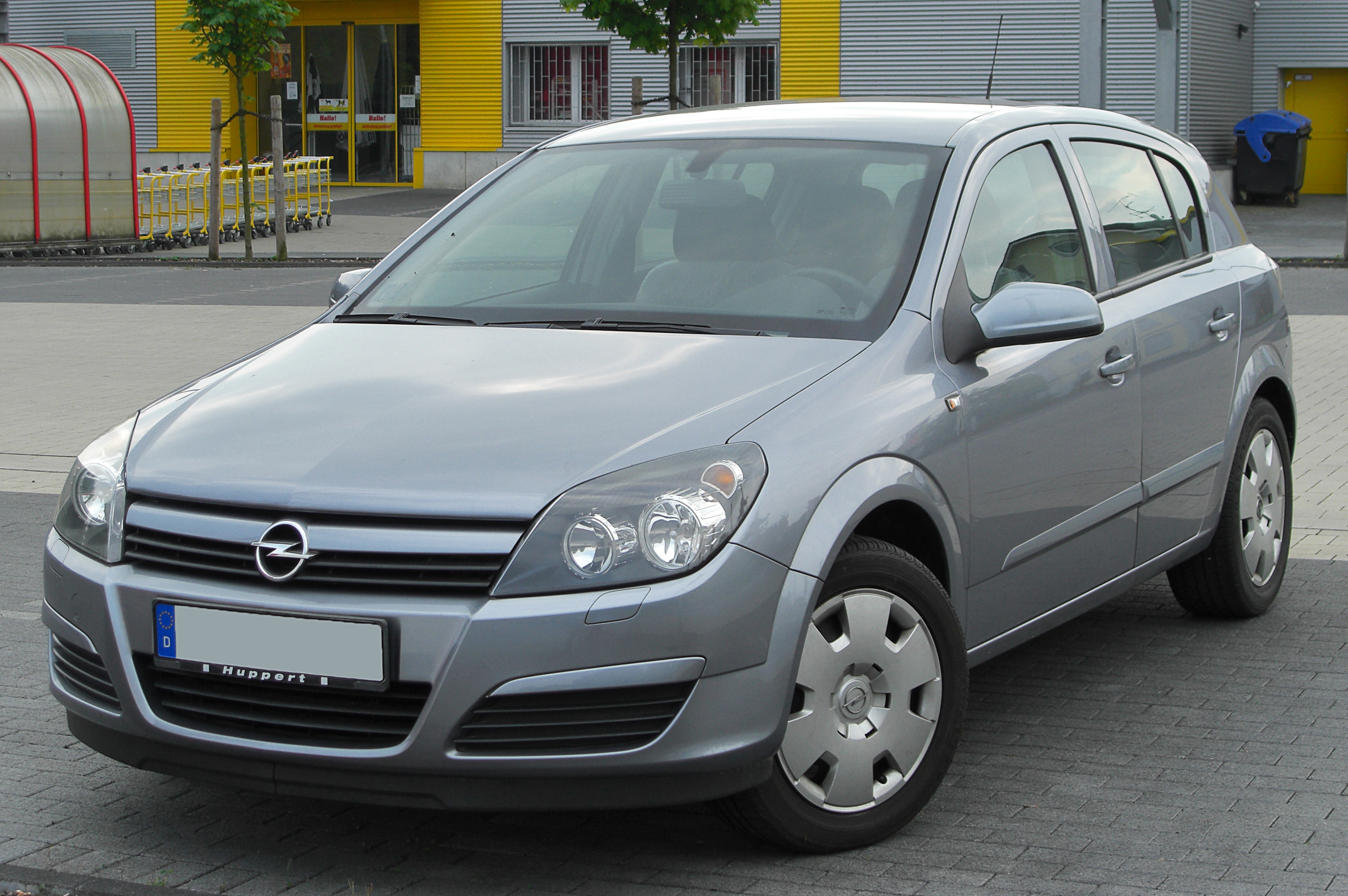
Opel Astra H
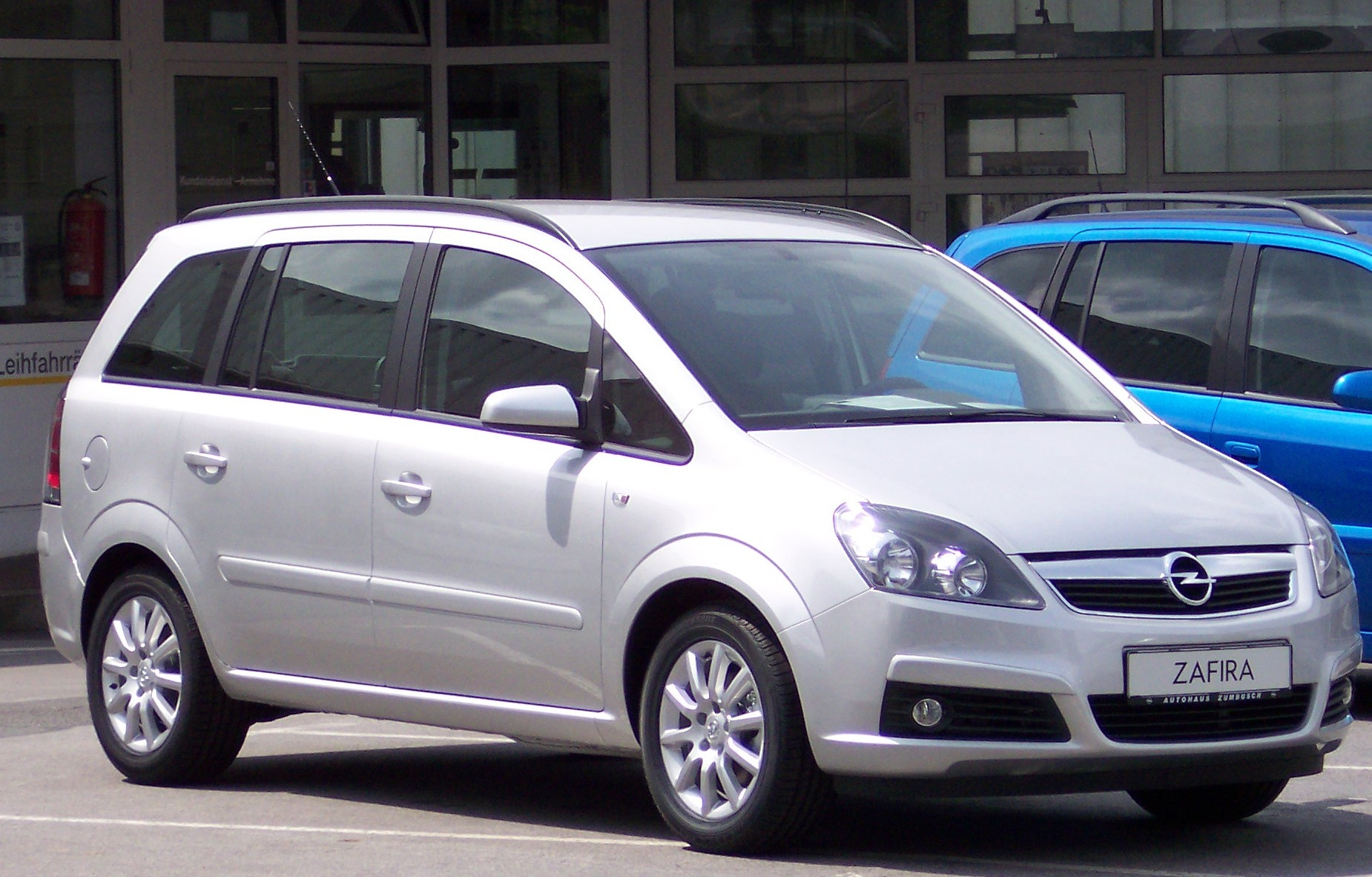
Opel Zafira B
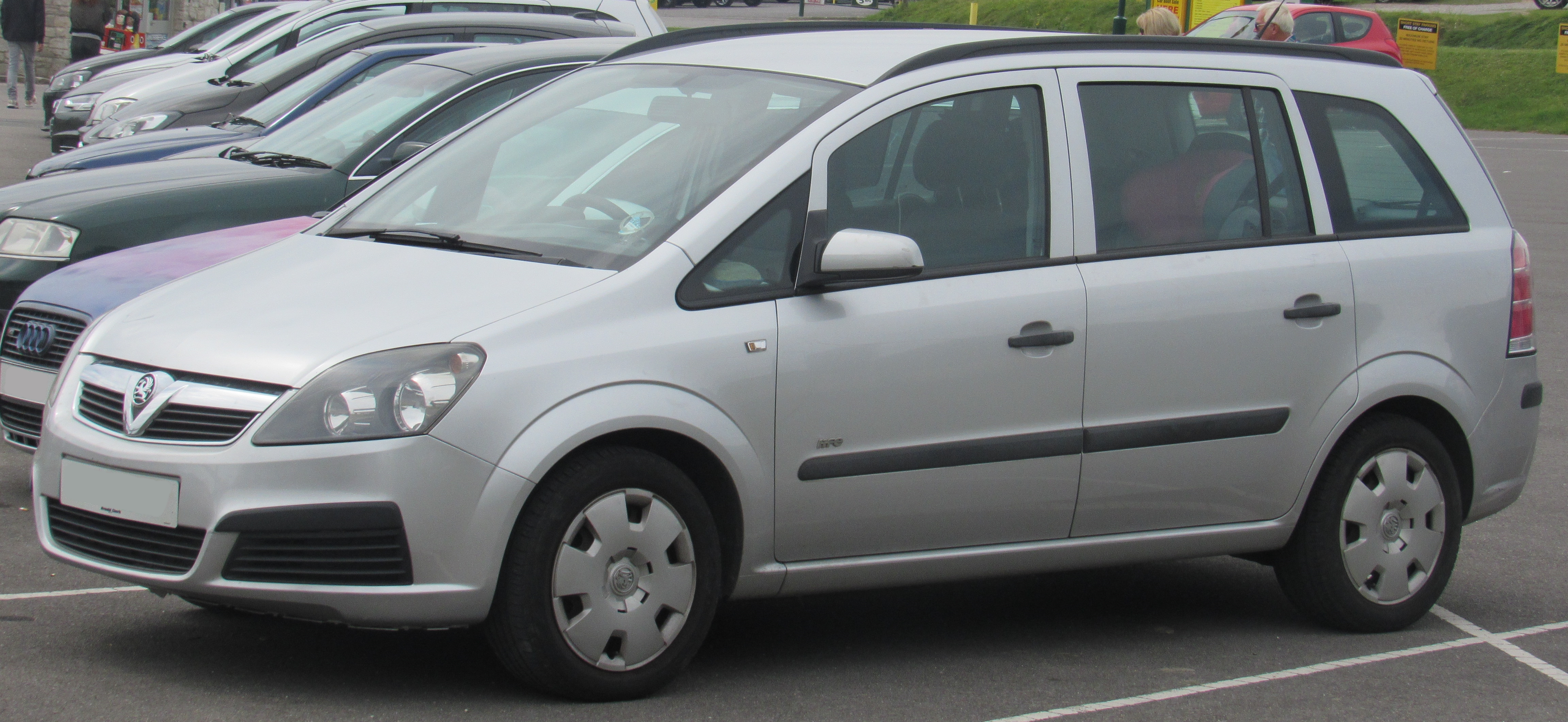
Vauxhall Zafira B
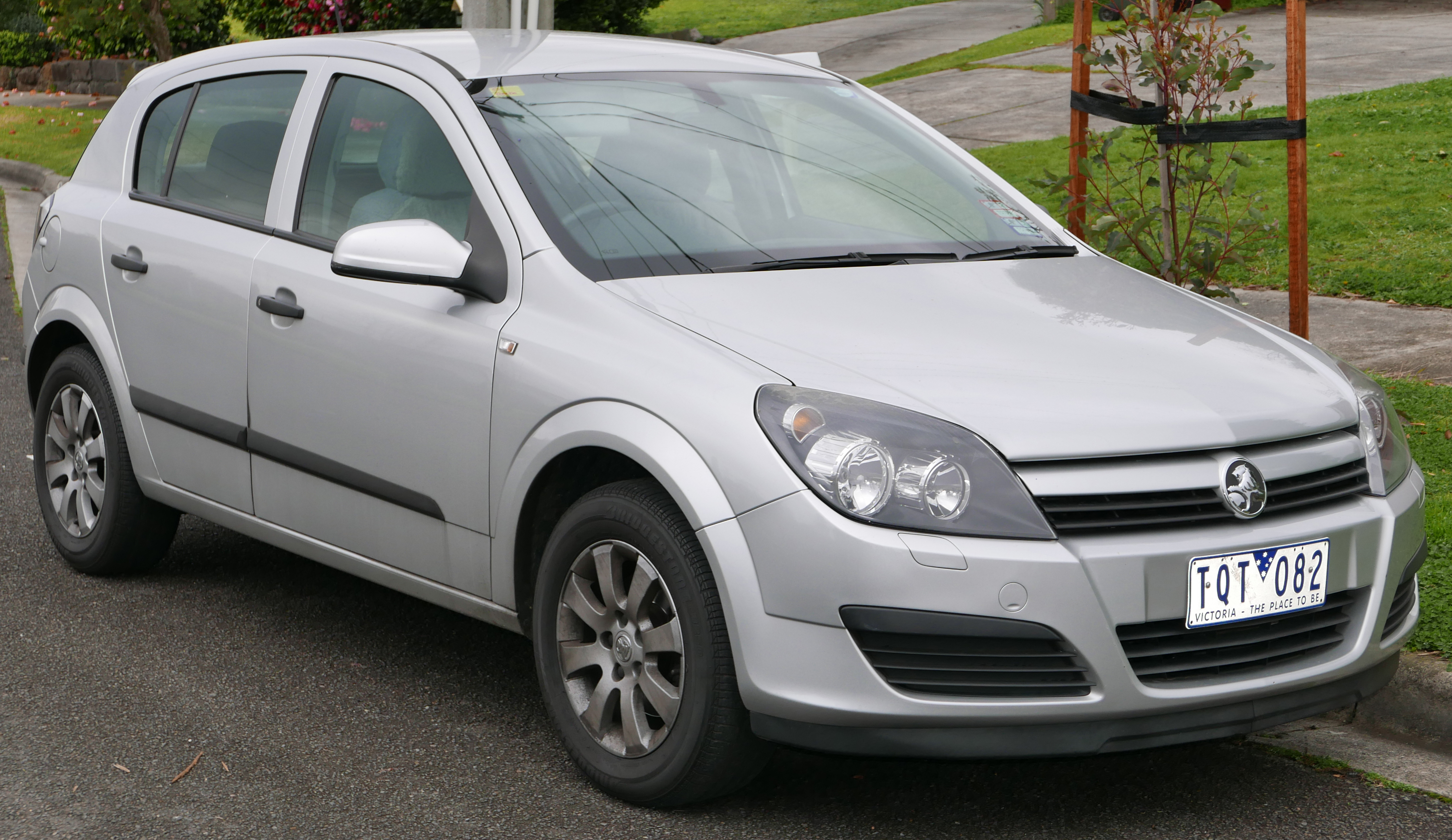
Holden Astra
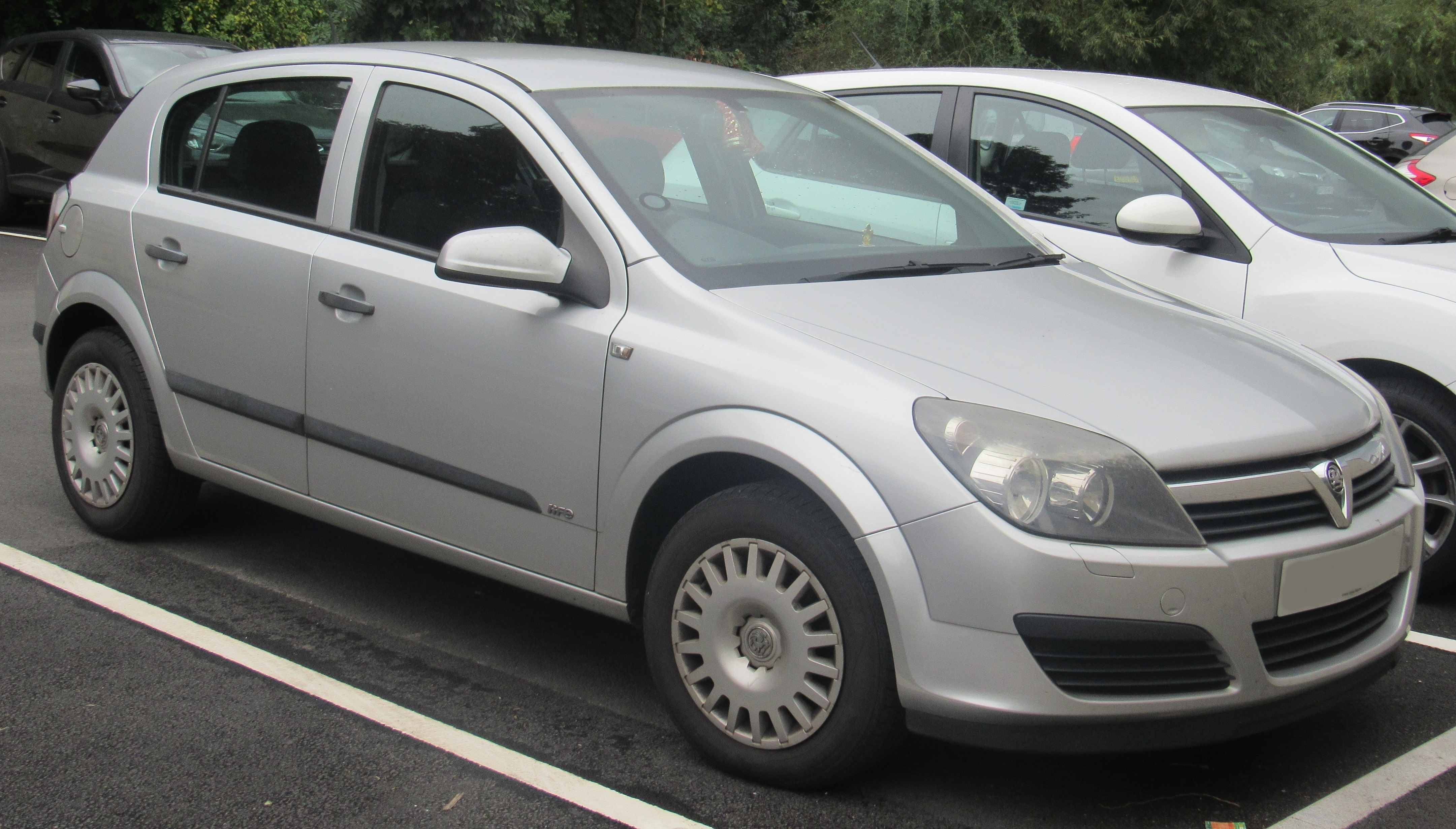
Vauxhall Astra Mk5
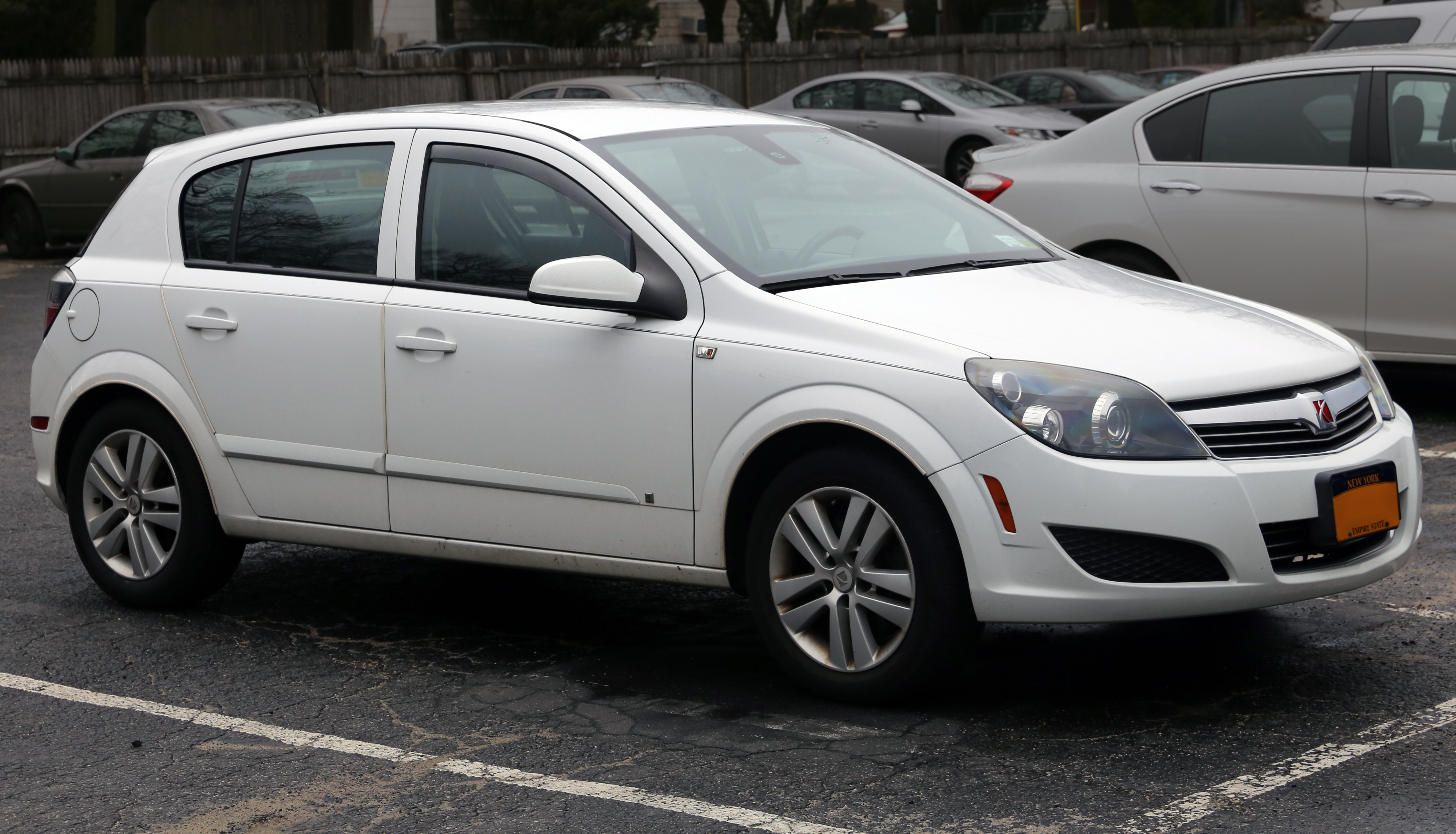
Saturn Astra
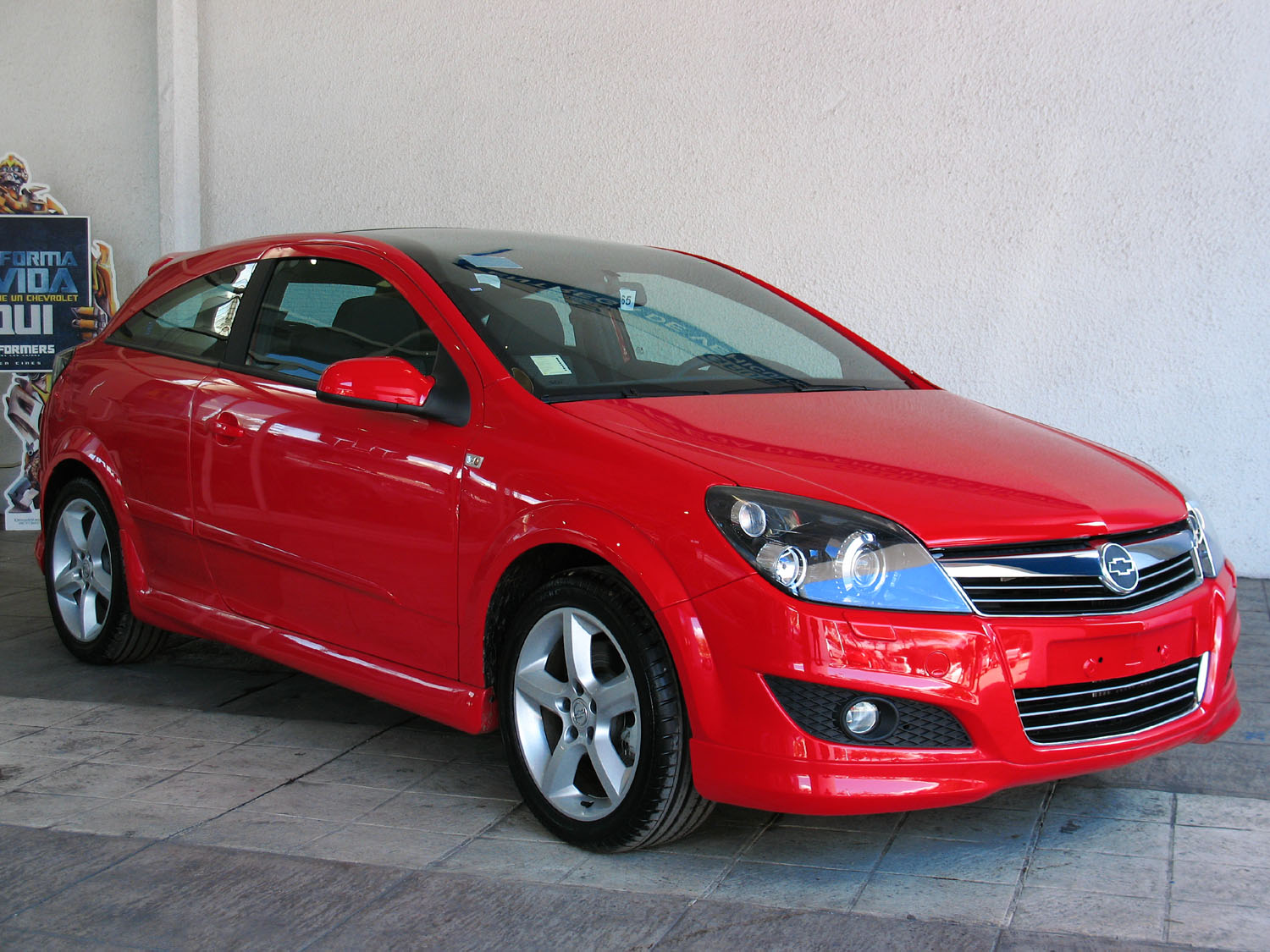
Chevrolet Astra GTC/OPC (Chile)